# Paul Riebel
Paul Riebel (* 16. Dezember 1918 in Bayreuth; † 14. Dezember 2001 in Bad Soden am Taunus) war ein deutscher Betriebswirt und Universitätsprofessor. Riebel machte sich insbesondere durch Veröffentlichungen zur Relativen Einzelkostenrechnung verdient.

## Leben
Riebel studierte von 1937 bis 1939 zweieinhalb Semester Luftfahrttechnik in Braunschweig und leistete seit 1939 Arbeits- und Kriegsdienst. Ab 1945 studierte er Chemie an der Technischen Universität Braunschweig und nahm 1947 ein Studium der Wirtschaftswissenschaften an der Friedrich-Alexander-Universität Erlangen-Nürnberg auf, das er 1949 abschloss. Nach Promotion bei Erich Schäfer (Thema „Die Elastizität des Betriebes“) und Habilitation (Thema „Die Kuppelproduktion, Betriebs- und Marktprobleme“) an der Fakultät für Wirtschafts- und Sozialwissenschaften in Nürnberg wurde er 1954 Hochschullehrer in Frankfurt. Nachdem er kurzzeitig an der Universität Mannheim lehrte, kehrte er nach zwei Jahren wieder an die Universität Frankfurt zurück. Er leitete dort das Seminar für Verkehrsbetriebslehre und vertrat ebenfalls das Fach Industriebetriebslehre. Aufgrund seiner außerordentlichen wissenschaftlichen Leistungen wurde ihm von der Wissenschaftliche Hochschule für Unternehmensführung in Koblenz sowie der Universität Göttingen die Ehrendoktorwürde verliehen. Riebel verbrachte seine letzten Lebensjahre im Augustinum in Bad Soden. Dort war er bis zu seinem Tod wissenschaftlich tätig und hielt auch noch im hohen Alter Vorträge.

## Schriften
- als Herausgeber: Beiträge zur betriebswirtschaftlichen Ertragslehre. Erich Schäfer zum 70. Geburtstag. Westdeutscher Verlag, Opladen 1971.
- Einzelkosten- und Deckungsbeitragsrechnung. Grundfragen einer markt- und entscheidungsorientierten Unternehmerrechnung. (= Deckungsbeitragsrechnung und Unternehmungsführung. Bd. 1). Westdeutscher Verlag, Opladen 1972, ISBN 3-531-11098-5.
- mit Helmut Paudtke und Wolfgang Zscherlich: Verrechnungspreise für Zwischenprodukte. Ihre Brauchbarkeit für Programmanalyse, Programmwahl und Gewinnplanung unter besonderer Berücksichtigung der Kuppelproduktion. Westdeutscher Verlag, Opladen 1973, ISBN 3-531-11097-7.
- Eigen- oder Fremdtransport, die Antwort aus betriebswirtschaftlicher Sicht (= Schriftenreihe der Gesellschaft für Verkehrsbetriebslehre 5, ZDB-ID 260854-6). Vortrag, gehalten anlässlich des 18. Mercedes-Benz Seminars, Timmendorfer Strand, 13. April 1978. GVB, Frankfurt am Main 1978.
- Karl Heinrich Kaufhold (Hrsg.): Paul Riebel zu Ehren. Ansprachen und Vorträge, gehalten bei der Verleihung der Ehrendoktorwürde an Herrn Professor Dr. Dr. h. c. mult. Paul Riebel durch den Fachbereich Wirtschaftswissenschaften der Georg-August-Universität zu Göttingen am 1. Juli 1992 (= Göttinger wirtschaftswissenschaftliche Studien. Bd. 26). Schwartz, Göttingen 1993, ISBN 3-509-01616-5.